# 2-氯-9,10-双(苯乙炔基)蒽
2-氯-9,10-雙(苯基乙炔基)蒽是一种有机化合物，化學式為C30H17Cl。它和四(2,2,2-三氟乙氧基)硼酸钠在Pd2(dba)3催化下反应，可以得到2-(2,2,2-三氟乙氧基)-9,10-双(苯乙炔基)蒽。

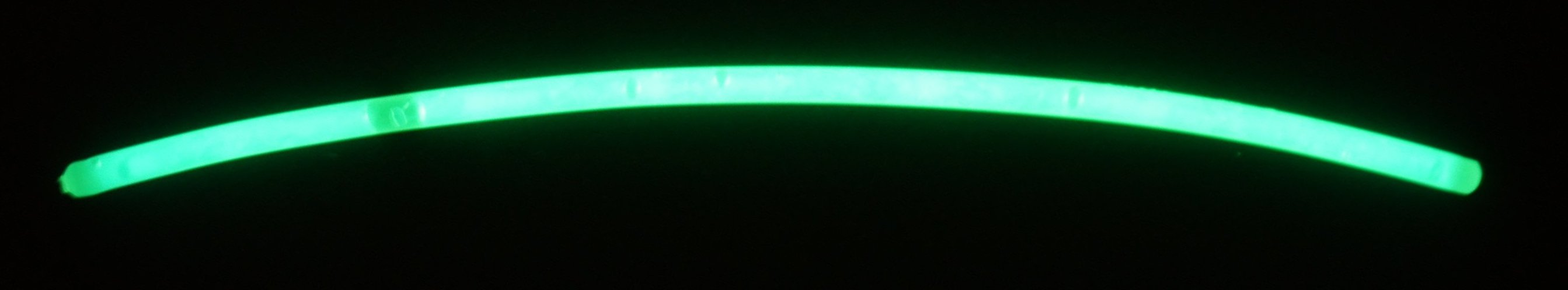
發出綠光的螢光棒

通常用於螢光棒的染料，反應時會發出綠光。